# Viguierella
Viguierella és un gènere monotípic de plantes de la subfamília de les cloridòidies i de la família de les poàcies. La seva única espècie, Viguierella madagascariensis  (A.Camus, 1926), és originària de Madagascar.